# Xã Havelock, Quận Hettinger, Bắc Dakota
Xã Havelock (tiếng Anh: Havelock Township) là một xã thuộc quận Hettinger, tiểu bang Bắc Dakota, Hoa Kỳ. Năm 2010, dân số của xã này là 23 người.